# Onthophagus rotundicollis
Onthophagus rotundicollis là một loài bọ cánh cứng trong họ Bọ hung (Scarabaeidae).